# Colt Model 1908 Vest Pocket
A Model 1908 Vest Pocket foi uma pistola de ação simples, compacta, semiautomática e com cão embutido. Fabricada pela Colt's Manufacturing Company de 1908 a 1948, foi comercializada como uma pequena arma ocultável que poderia ser facilmente enfiada no bolso de uma roupa para transporte discreto. Projetada por John Moses Browning, a Model 1908 seguiu a versão europeia anterior de Browning, introduzida pela Fabrique Nationale d'Herstal com o nome de FN Model 1906. Ambas as pistolas foram criadas para disparar o cartucho .25 ACP (Automatic Colt Pistol), inventado pelo Browning.

## Características e opções
Conhecida como a Model "N" (Modelo "N") internamente na Colt, a 1908 Vest Pocket é uma diminuta de 4,5 polegadas (114 mm) de comprimento e possui um cano de 2 polegadas (51 mm). Pesando apenas 0,36 kg, é alimentada por um carregador monofilar de 6 cartuchos. As miras de ferro fixas da pistola eram bastante pequenas e rudimentares, mas típicas para armas ocultáveis de sua época e adequadas para o curto alcance em que se destinavam a ser usadas. A literatura de marketing e publicidade da Colt da época divulgou os aspectos avançados de segurança da Model 1908, incluindo uma trava do ferrolho padrão, bem como uma trava de segurança do punho. Em 1916, George Tansley, um engenheiro da Colt, inventou um terceiro recurso de segurança para a pistola: um dispositivo de segurança de remoção do carregador, que evitava disparos acidentais com o carregador removido. Esse dispositivo adicional de segurança foi adicionado à produção em 1916 ou 1917 e patenteado pela Colt em 1917. Orgulhosa da tecnologia de ponta representada por esse avanço, a Colt incluiu um folheto verde marcando sua inclusão em todas as Model 1908s vendidas um ano após sua introdução. Além disso, aproximadamente na faixa do número de série 280.000, a inscrição no lado esquerdo do ferrolho foi alterada para incluir a data de patente do dispositivo, também conhecido como "Tansley Device" ("Dispositivo Tansley").

## Acabamentos
A "Vest Pocket" foi produzida principalmente com o famoso acabamento azul real altamente polido e brilhante da Colt, com uma cor de cementação na trava do ferrolho, trava do punho e gatilho. Uma segunda opção popular era o revestimento de níquel polido, e vários acabamentos especiais e de pedidos de clientes também estavam disponíveis, incluindo revestimento em ouro e prata, além de gravuras ornamentais. Os materiais-padrão do punho disponíveis incluíam ebonite preta, nas configurações quadrada e arredondada no topo, e nogueira em forma de xadrez. Todos os materiais-padrão de punho da fábrica exibiam um medalhão estampado com o famoso símbolo rampant Colt, disponível em dois estilos diferentes. Opções de punho mais elaboradas também eram oferecidas, como marfim (liso ou esculpido), além de madrepérola.

## Produção
Em quarenta anos de produção, um total de aproximadamente 420.705 pistolas Model 1908 foram fabricadas, parando apenas entre 1943 e 1945 devido às demandas da Segunda Guerra Mundial. Um novo redesenho aprimorado resultou na Baby Browning, que ainda é produzida. A Colt Model 1908 viu serviço limitado com unidades americanas e britânicas OSS e SOE durante a Segunda Guerra Mundial, devido à sua natureza como uma arma altamente ocultável. 